# I’d Do Anything for Love (But I Won’t Do That)
«I’d Do Anything for Love (But I Won’t Do That)» (с англ. — «Я ради любви готов на всё (но этого я не сделаю)») — песня американского исполнителя Мит Лоуфа и первый сингл с альбома Bat Out of Hell II: Back Into Hell. Это одна из самых популярных песен Meat Loaf.
Название песни часто интригует слушателей, что имеет в виду певец под «that». В заключительном куплете женскую партию исполняет так называемая Mrs. Loud. Позже выяснилось, что это клубная певица из Северо-Восточной Англии Лоррейн Кросби. Однако в видеоклипе вместо неё появляется Дана Патрик. На концертах Мит Лоуф часто исполнял песню с Патти Руссо.
Песня пользовалась огромной популярностью, возглавляя чарты в 28 странах мира. Сингл стал первым в карьере Мит Лоуфа, возглавлявшим чарт Billboard Hot 100 и UK Singles Chart, а также стал платиновым в США. Он также получил премию «Грэмми» в категории «Лучшее сольное вокальное рок-исполнение».

## Видеоклип
Клип основан на сюжете сказки о красавице и чудовище и романе «Призрак оперы». Режиссёром клипа стал Майкл Бэй, который также снял клипы «Objects in the Rear View Mirror May Appear Closer than They Are» и «Rock and Roll Dreams Come Through» с того же альбома. Съёмки проходили в округе Лос-Анджелес в июле 1993 года. Начало клипа было снято в ущелье Чавес, а кадры из дворца — в особняке Грейстоун в Беверли-Хиллз. Оператор клипа Дэниел Пёрл, наиболее известный по фильму «Техасская резня бензопилой». Пёрл говорил, что этот клип является одним из его «самых любимых проектов… Я думаю, кинематография чиста, и она многое говорит о песне».
Также есть несколько секунд очевидной аллюзии на фильм «Дракула»: это момент в клипе, когда девушка лежит на кровати после принятия ванны (аналогичные кадры были и в фильме, когда герой Киану Ривза в замке Дракулы оказывается в окружении соблазнительных вампирш).

## Сертификаты продаж
| Регион | Сертификация  | Продажи    |
| --- | ------------- | ---------- |
| Австралия (ARIA) | 2× Платиновый | 140 000^   |
| Австрия (IFPI Austria)                                                                                                   | Платиновый    | 50 000*    |
| Великобритания (BPI) | Платиновый    | 723,000    |
| Германия (BVMI) | Платиновый    | 500 000^   |
| Нидерланды (NVPI) | Платиновый    | 75 000^    |
| Новая Зеландия (RMNZ) | Платиновый    | 10 000*    |
| США (RIAA) | Платиновый    | 1 000 000^ |
| Швейцария (IFPI Switzerland)                                                                                             | Золотой       | 25 000^    |
| * Данные о продажах приведены только на основе сертификации. ^ Данные о тиражах приведены только на основе сертификации. |               |            |

## Дополнительные факты
- После смерти Мит Лоуфа в 2022 году мелодию данной песни исполнил Британский Королевский оркестр[18][19][20].